# South Eastern Subregion
South Eastern Subregion är ett distrikt i Eritrea.   Det ligger i regionen Maakel, i den centrala delen av landet, 10 km sydost om huvudstaden Asmara.